# Stalag 17
Stalag 17 este un film de război din 1953 regizat de Billy Wilder. Scenariul este scris de Edwin Blum și Billy Wilder pe baza unei piese de teatru cu același nume din 1951 scrisă de Donald Bevan și Edmund Trzcinski și care a fost jucată pe Broadway.
Filmul spune povestea unui  grup de piloți militari americani ținuți prizonieri într-un lagăr de război din Germania în timpul celui de-al doilea război mondial. Aceștia ajung să suspecteze că printre ei se află un informator. 
William Holden a primit Premiul Oscar pentru cel mai bun actor pentru rolul său din acest film. Billy Wilder a fost nominalizat la Premiul Oscar pentru cel mai bun regizor, iar Robert Strauss a fost nominalizat la Premiul Oscar pentru cel mai bun actor în rol secundar.

## Prezentare
Naratorul Clarence  "Cookie" Harvey Cook spune, în deschiderea filmului, că avionul său a fost doborât la Magdeburg, în Germania, în 1943 și că a stat doi ani și jumătate în Stalag 17. (Stalag este cuvântul german pentru lagăr). Stalag 17 se afla undeva lângă Dunăre și avea 40.000 de prizonieri de război: americani, ruși, polonezi și cehi. Unde era închis Cookie se aflau 630 de americani din forțele aeriene: echipaje de pe bombardiere, tunari, operatori radio și ingineri de zbor. 
Doi americani, Manfredi și Johnson, încearcă să scape printr-un tunel, dar sunt împușcați mortal de gardieni care îi așteptau la ieșire în afara gardului de sârmă ghimpată. Ceilalți prizonieri ajung la concluzia că unul dintre ei este informator și trebuie să le fi spus totul germanilor. Suspiciunea cade asupra lui J. J. Sefton, un cinic întreprinzător care poartă mereu negocieri cu paznicii germani pentru ouă, ciorapi de mătase, pături și alte produse considerate de lux în lagăr. De asemenea, el organizează pariuri pe curse de șoareci și diverse alte activități profitabile. Sefton le spune celorlalți din baracă că este o prostie să încerce să evadeze.
Este înfățișată viața prizonierilor: ei primesc scrisori, mâncarea este groaznică, se spală în chiuvetele montate în latrine și fac tot posibilul pentru a-l înnebuni și sfida pe comandantul taberei, Oberst (colonelul) von Scherbach. Ei folosesc un radio clandestin, care este mutat pe ascuns dintr-o cazarmă în alta, pentru a afla la BBC știri despre mersul războiului. Un paznic german, feldwebel (plutonierul) Schulz, confiscă radioul într-un alt succes al informatorului.
„Animal” Kuzawa este îndrăgostit nebunește de vedeta de film Betty Grable și devine deprimat când află că s-a căsătorit cu muzicianul Harry James. Harry „Buze de zahăr” Shapiro primește șapte scrisori și îi face pe Animal să creadă că toate sunt de la femei.
Sefton mituiește paznicii pentru a-l lăsa să-și petreacă ziua în cazarma cu femei din Uniunea Sovietică. Ceilalți prizonieri ajung la concluzia că aceasta este recompensa lui pentru că i-a informat pe nemți despre aparatul radio clandestin. Când se întoarce, este acuzat că este spion. 
La scurt timp după aceea, von Scherbach îl ia în clădirea comandantului pe locotenentul James Schuyler Dunbar, un ofițer deținut temporar în Stalag 17. Dunbar a spus celorlalți prizonieri că el a aruncat în aer un tren german de muniții care trecea pe lângă el în timp ce era transportat în lagăr. Sefton are resentimente față de Dunbar pentru că a venit dintr-o familie bogată din Boston și l-a acuzat pe Dunbar că și-a folosit averea mamei sale pentru a deveni ofițer. Prizonierii sunt convinși că Sefton l-a trădat pe Dunbar și îl bat și îl evită. În continuare, Sefton se concentrează mai mult pe efortul de a descoperi identitatea adevăratului spion. În timpul unui raid aerian fals, el rămâne ascuns în cazărmile evacuate și aude cum șeful de securitate al cazărmii, Frank Price, vorbește cu Schulz în limba germană și îi dezvăluie metoda prin care Dunbar a distrus trenul (o cutie de chibrituri cu o țigară aprinsă pe margine pentru a crea o întârziere înainte de aprindere). Sefton se gândește ce ar trebui să facă în continuare; dacă îl va expune pe Price, germanii îl vor elimina pur și simplu și îl vor planta nestingherit într-un alt lagăr, în timp ce dacă îl va ucide ar putea expune întreaga cazarmă la represalii cu moartea.
În ziua de Crăciun, bărbații află că cei de la SS vin să-l ducă pe Dunbar la Berlin pentru sabotajul său. Ei creează o diversiune, îl eliberează pe Dunbar și îl ascund în turnul de apă. Nimeni în afară de Hoffy, șeful de baracă, nu știe unde se află. Germanii, în ciuda unor eforturi mari, nu sunt în stare să-l găsească pe Dunbar. După ce von Scherbach amenință că va rade din temelii tabăra, dacă este necesar, bărbații decid că unul dintre ei trebuie să-l scoată pe Dunbar din lagăr. Price se oferă voluntar, dar apoi Sefton îl acuză că este spion. Sefton îl întreabă: "Când a avut loc atacul de la Pearl Harbor?" Price cunoaște data, dar Sefton îl întreabă repede la ce oră a auzit vestea. Fără să stea pe gânduri, Price răspunde că la ora 6:00 și că mânca cina - ora corectă la Berlin, dar nu la Cleveland, orașul său natal. Sefton bagă apoi mâna în buzunarul lui Price și scoate „căsuța poștală” folosită pentru schimbul de mesaje cu nemții: o regină de șah de culoare neagră care a fost scobită. Când Price voia să comunice ceva lui Schulz, punea bilețelul în regină și înnoda firul becului aflat deasupra tablei de șah.
Sefton decide să-l scoată pe Dunbar el însuși pentru că îi plac șansele de această dată și recompensa așteptată din partea familiei Dunbar. Prizonierii îi acordă lui Sefton suficient timp ca să-l scoată pe Dunbar din turnul de apă de deasupra uneia dintre latrine, apoi îl aruncă pe Price în curte cu cutii de staniu legate la picioare. Stratagema funcționează; Preice este ucis de paznici, creându-se astfel o diversiune care permite lui Sefton și Dunbar să treacă neobservați prin sârma ghimpată și să scape. Cookie mulțumit fluieră melodia „Când Johnny vine mărșăluind acasă” (When Johnny Comes Marching Home), deoarece lucrurile pot fi considerate ca revenind la normal în cazărmi.

## Distribuție
- William Holden - J.J. Sefton
- Don Taylor - Locotenent Dunbar
- Otto Preminger - Colonel von Scherbach
- Robert Strauss - Stanislas "Animal" Kuzawa
- Harvey Lembeck - Harry Shapiro
- Peter Graves - Price
- Sig Ruman - plutonierul Johann Sebastian Schulz
- Neville Brand - Duke
- Richard Erdman - Hoffy
- Michael Moore - Manfredi
- Peter Baldwin - Johnson
- Robinson Stone - Joey
- Robert Shawley - Blondie Peterson
- William Pierson - Marko
- Gil Stratton - Clarence Harvey "Cookie" Cook (narator)
- Jay Lawrence - Bagradian
- Erwin Kalser - Reprezentant de la Geneva
- Paul Salata - Prizonier cu barbă
- Edmund Trzcinski - Rolul său

## Producție

### Producția piesei de teatru
Filmul a fost adaptat de Wilder și de Edwin Blum după o piesă de teatru de pe Broadway de Donald Bevan și Edmund Trzcinski care s-a bazat pe experiențele lor ca prizonieri în Stalag 17B din Austria. Trzcinski apare, de asemenea, în film ca unul dintre prizonieri.
Piesa a fost regizată de José Ferrer și a reprezentat debutul pe Broadway al lui John Ericson ca Sefton. Prima reprezentație a avut loc la Edwin Burke Memorial Theatre, un club de teatru, la 11 martie 1951 (reprezentație pusă în scenă chiar de autori). A fost pusă pe scenă pe Broadway în mai 1951 și a continuat să fie jucată de 472 de ori. Personajul Sefton s-a bazat în mod liber pe Joe Palazzo, un prizonier de război din cazarma în care se afla Trzcinski. Scenariul filmului a fost rescris pe larg de Wilder și Blum.

### Casting
Atât Charlton Heston cât și Kirk Douglas au fost luați în considerați pentru rolul lui Sefton.

### Platouri de filmare
Lagărele au fost construite la ferma John Show din Woodland Hills, la marginea sud-vestică a văii San Fernando. Filmările au început în februarie 1952, în timpul sezonului ploios din California, ceea ce a oferit mult noroi pentru platourile de filmare. Aici se află în prezent locul unei case de întâlnire a Bisericii lui Isus Hristos a Sfinților din Zilele din Urmă.

### Filmări și lansare
Filmările au fost realizate în ordine cronologică, o practică neobișnuită, deoarece această metodă este de obicei mult mai scumpă și consumă mai mult timp. Într-un featurette lansat ulterior, membrii distribuției au spus că ei înșiși au aflat identitatea informatorului abia în ultimele trei zile de filmări.
Peter Graves a amintit că premiera filmului a fost amânată mai bine de un an, datorită faptului că Paramount Pictures nu credea că cineva ar fi interesat să vadă un film despre prizonieri de război. Eliberarea unor prizonieri de război americani din Războiul din Coreea în 1953 a determinat Paramount să-l lanseze din perspectiva unui film de exploatare.

## Primire
Stalag 17 a fost un succes comercial. Produs cu un buget de 1.661.530 de dolari americani, a câștigat 3,3 milioane de dolari în cinematografele din SUA și 10 milioane de dolari pe piața mondială. Filmul a fost bine primit și este considerat, alături de Marea Evadare și Podul de pe râul Kwai (în care a apărut de asemenea Holden), printre cele mai bune filme de prizonieri din Al Doilea Război Mondial. Bosley Crowther a lăudat filmul, numindu-l „film de divertisment [pentru] floricele de porumb”. Mai recent, criticul de film James Berardinelli a declarat că „printre regizorii secolului al XX-lea, puțini au fost mai versatili ca Billy Wilder”. Filmul are în prezent un rating de 97% „proaspăt” pe Rotten Tomatoes, bazat pe 31 de recenzii, consensul site-ului fiind că: „Stalag 17 supraviețuiește saltului de la scenă la ecranul cu culori zburătoare, datorită regiei veritabile a lui Billy Wilder și a unui întunecat scenariu amuzant.”

### Premii și nominalizări
Holden a primit premiul Oscar pentru cel mai bun actor în rol principal. Discursul său de acceptare este unul dintre cele mai scurte înregistrate („mulțumesc, mulțumesc”); transmisia TV a avut un timp strict de întrerupere care l-a forțat pe Holden să spună ceva repede. Frustrat, Holden a plătit personal pentru reclame în publicațiile de la Hollywood pentru a mulțumi tuturor celor cărora voia să-i amintească în noaptea decernării premiilor Oscar. El a remarcat, de asemenea, că a considerat că ori Burt Lancaster, ori Montgomery Clift ar fi trebuit să câștige în locul lui premiul Oscar pentru cel mai bun actor pentru rolurile lor din filmul De aici în eternitate. Se spune că a considerat că i s-a acordat premiul drept consolare pentru că nu l-a câștigat anterior pentru rolul său din Bulevardul amurgului (1950). În plus, Wilder a fost nominalizat la Premiul Oscar pentru cel mai bun regizor, iar Strauss la Premiul Oscar pentru cel mai bun actor în rol secundar.

## În cultura populară
- Serialul de televiziune Hogan's Heroes (1965-1971) are la bază un stalag (lagăr) similar.
- "Stalag 17" este o melodie reggae riddim din 1973, compusă de Ansell Collins și numită după film.
- Episodul "Ai văzut răsăritul?" (1982), din serialul de televiziune CBS Magnum, P.I. (1980-1988), începe cu Stalag 17 transmis la televizor, deoarece personajul principal, Thomas Magnum, se uită la film și își amintește de copilăria și de bucuria pe care a avut-o când a urmărit prima oară filmul, doar pentru a crește și a deveni și el prizonier de război.
- Un William Holden nemenționat a reinterpretat personajul unui prizonier de război care mestecă trabuc în filmul de război din 1979, Evadare din Atena. Deoarece apare doar pentru un scurt moment, se poate presupune că „Sefton” a făcut o altă evadare de succes, în timp ce nimeni nu se uita, probabil cu o mică avere în artefacte grecești antice găsite prin săpături.

## Vezi și
- Premiul Oscar pentru cel mai bun actor
- Listă de filme produse de Paramount Pictures
- Listă de filme referitoare la Crăciun
- Opt bărbați de fier (1952)
- Listă de filme despre cel de-Al Doilea Război Mondial
- Listă de filme despre cel de-Al Doilea Război Mondial produse în anii 1950–1989